# Пермяков, Владимир Васильевич (речник)
Влади́мир Васи́льевич Пермяко́в (18 ноября 1926, Золотое — 25 мая 2013, Самара) ― советский и российский капитан речного флота, писатель, почётный гражданин города Самары (2010).

## Биография

### Ранние и военные годы
Родился 18 ноября 1926 года в селе Золотое, ныне Красноармейского района Саратовской области в семье потомственных речников. C началом Великой Отечественной войны начал свою трудовую деятельность в пароходстве «Волготанкер». Осенью 1941 года вместе с отцом он стал работать юнгой на буксире «Уралнефть», который под открытым огнём доставлял в Сталинград горючее и топливо. До 1950 года работал матросом, рулевым, штурманом.

### Послевоенные годы
После окончания войны, прошёл обучение в речном техникуме, по окончании которого в 1946 году его назначили вторым штурманом, а в 1950 году он стал капитаном, командовал разными судами в Астрахани. Позже, параллельно работе, обучался в Горьковском институте инженеров водного транспорта на факультете судовождения на внутренних водных путях. Владимир стал представителем пятого поколения династии Пермяковых, которые отдали реке Волге в общей сложности более 630 лет. В должности капитана одним из первых в истории речного судоходства применил метод буксировки нефтеналивных барж толканием и написал об этом книгу. 
В 1959 году было принято решение перенести пароходство из Астрахани в Куйбышев. Пермякова назначили на должность заместителя начальника судоходной инспекции Волжского бассейна, а затем он стал работать начальником Куйбышевского районного управления пароходства «Волготанкер». В 1973 году ему предложили должность заместителя начальника пароходства, а затем возглавил «Волготанкер». За время его руководства огромное внимание было уделено развитию социально-бытовых условий для работников речного транспорта — построили микрорайон в посёлке Сухая Самарка, спортивный комплекс ДСО «Водник», введена в эксплуатацию спортивная площадка в районе речного вокзала.
С 2006 по 2008 год являлся заместителем генерального директора ОАО «Волготанкер», с 2009 года и до окончания жизни работал советником исполнительного директора ОАО «Волжское нефтеналивное пароходство «Волготанкер». Возглавлял музей пароходства. Написал несколько книг посвящённых пароходству и речному транспорту.
В 2010 году решением депутатов самарской городской Думы удостоен звания "Почётный гражданин города Самары".

### Смерть
Владимир Васильевич Пермяков последние годы жил в Самаре, он умер 25 мая 2013 года.

## Награды и звания
- Орден Отечественной войны II степени
- Орден Трудового Красного Знамени
- Орден «Знак Почёта»
- Почётный работник транспорта России
- Почётный работник речного флота
- другими медалями

- Почётный гражданин города Самары (2010).

## Память
- 2 октября 2019 года почётному гражданину города Владимиру Пермякову был открыт памятник у здания пароходства в Самаре[5]